# Vukadin Vukadinović
Vukadin Vukadinović (in serbo Вукадин Вукадиновић?; 14 dicembre 1990) è un calciatore serbo, centrocampista dello Trinity Zlín.

## Palmarès

### Competizioni nazionali
- Coppa della Repubblica Ceca: 1

Fastav Zlín: 2016-2017